# Жумагул
Жумагул (каз. Жұмағұл) — село в Карасуском районе Костанайской области Казахстана. Входит в состав Восточного сельского округа. Расположено на берегу озера Койбагар. Код КАТО — 395236300.

## Население
В 1999 году население села составляло 190 человек (92 мужчины и 98 женщин). По данным переписи 2009 года, в селе проживало 129 человек (65 мужчин и 64 женщины).